# Cervantes (Philippinen)
Cervantes ist eine Stadtgemeinde in der philippinischen Provinz Ilocos Sur. Cervantes ist sehr bergig und wird von mehreren Flüssen durchquert, wie dem Abra. Die höchsten Berge des Areals sind der Mount Namogian mit etwa 2000 m und der Mount Monserrat mit etwa 1700 m. Die Bevölkerung lebt hauptsächlich vom Reisanbau. Auf dem Gebiet der Gemeinde liegt das Bessang Pass Natural Monument, mit einer nationalen Gedenkstätte. 
Cervantes ist in folgende 13 Baranggays aufgeteilt:
- Aluling
- Comillas North
- Comillas South
- Concepcion
- Dinwede East
- Dinwede West
- Libang
- Malaya
- Pilipil
- Remedios
- Rosario
- San Juan
- San Luis